# Bruingrijze catamenia
De bruingrijze catamenia (Catamenia inornata) is een zangvogel uit de familie Thraupidae (tangaren).

## Verspreiding en leefgebied
Deze soort telt 4 ondersoorten:
- C. i. mucuchiesi: Mérida (westelijk Venezuela).
- C. i. minor: van Táchira (westelijk Venezuela) en Colombia tot centraal Peru.
- C. i. inornata: van zuidelijk Peru tot noordelijk Chili en noordwestelijk Argentinië.
- C. i. cordobensis: het noordelijke deel van Centraal-Argentinië.